# Bahmani-Sultanat

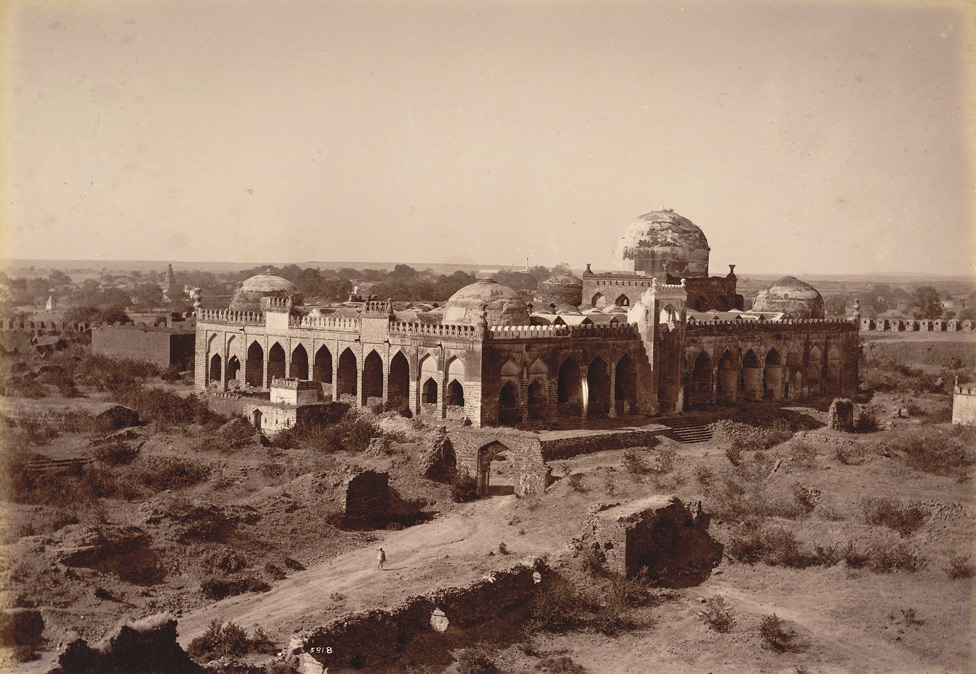
Große Moschee in der Festung von Gulbarga

Das Bahmani-Sultanat war ein islamischer Staat in Zentralindien und existierte von 1345/1347 bis etwa 1490.

## Geschichte

### Entstehung
Das Sultanat entstand, nachdem der Delhi-Sultan Muhammed Tughluk (reg. 1325–1351) nach einer Reihe von Fehlentscheidungen seine Machtpositionen in Zentralindien beziehungsweise dem Dekkan aufgegeben hatte. Er hatte alle Steuerbeamten in Gujarat hinrichten lassen, woraufhin unter denen im Dekkan der Aufstand ausbrach. Muhammed Tughluk besiegte sie zwar schnell, konnte aber nicht alle Aufstände in seinem Reich gleichzeitig unterdrücken und musste so den Dekkan aufgeben.
Hasan Gangu Zafar Khan, ein türkischer oder afghanischer Offizier, eroberte im Jahr 1345 die Festung Deogiri bei Daulatabad und erklärte sich unter dem Titel „Bahman-Schah“ zum Sultan. Er ließ sich vom abbasidischen Kalifen in Kairo, al-Mu'tazid, im Amt bestätigen und wurde so zum Begründer des Bahmani-Sultanats. Die Hauptstadt des Sultanats wurde 1347 Ahsanabad (Gulbarga bzw. Kalaburagi).
Bahman-Schah übernahm oder besiegte die restlichen Truppen des Delhi-Sultans im Süden und ging ebenfalls gegen seine hinduistischen Nachbarn vor. Unter seinem Nachfolger Muhammad Schah I. (reg. 1358–1375) setzten sich diese Kämpfe mit größerer Härte, aber ohne bleibenden Erfolg fort – immerhin konnte er im Jahr 1366 Warangal erobern. Doch kurz zuvor hatte sich Malik Ahmad nach einer Verschwörung von ihm losgesagt und das Sultanat Khandesh sowie eine eigene Dynastie (Faruqi-Dynastie) gegründet. Um 1400 verzeichnete man folgende Nachbarn: die Gajapatis im Nordosten in Orissa und Gondwana, die Nayakas in Warangal im Osten, die Rajas von Vijayanagar im Süden, dazu die Sultane von Malwa und von Gujarat im Norden bzw. Nordwesten.

### Machthöhepunkt
Mohammed Schah II. (reg. 1378–1397) galt als „aufgeklärt“, gründete Waisenschulen und lud den persischen Dichter Hafis zu sich ein, der aber wegen eines Sturms umkehren musste. Sein Nachfolger Firuz Schah (reg. 1397–1422) führte das Bahmani-Reich zum Machthöhepunkt und brachte Vijayanagar zwei schwere Niederlagen bei, so dass dieses eine hohe Kriegsentschädigung zahlen und einer Heirat zustimmen musste (sogenannter „Krieg um des Goldschmiedes Tochter“). Firuz Schah galt als Gelehrter und soll einen großen Harem besessen haben, entzweite sich aber mit seinem Bruder Ahmed und wurde von diesem ermordet. Ahmed (reg. 1422–1436)
führte in seiner Regierungszeit den Krieg gegen Vijayanagar fort, kämpfte auch gegen das Sultanat Malwa und verlegte die Hauptstadt um 1425/30 ins besser zu verteidigende Muhammadabad (Bidar).
Die Kriegsführung und die Rechtsprechung des Sultans war in der Regel grausam, die Hauptstädte und Paläste waren prachtvoll und die hinduistischen Bauern lebten in größerer Armut als im damaligen Russland, wie es ein Reisender namens Afanassi Nikitin um 1470 beschrieb. Wegen der zahlenmäßigen Überlegenheit der Hindus und der ständigen Kriege war das Sultanat auf eine Zuwanderung von Abenteurern aus sämtlichen Ländern der islamischen Welt angewiesen.

### Zerfall durch innere Konflikte
Unter Sultan Humayun (reg. 1458–1461) kam es zu blutigen Parteikämpfen zwischen den indischen und den eingewanderten Muslimen (Araber, Türken, Perser), bei denen der fähige Wesir Khalaf Hassan (Malik-ut-Tujjar) ermordet wurde und in deren Verlauf sich der ursprünglich milde Sultan zu einem grausamen Herrscher wandelte. Nach Humayuns Ermordung schien das Bahmani-Sultanat auseinanderzubrechen, konnte aber von dem Reform-Minister Mahmud Gawan (1461–1481, hingerichtet) noch einmal gerettet werden.
Mahmud Gawan unterstellte viele Steuerbezirke, Festungen und einen Teil der Truppen direkt der Krone. Dazu kontrollierte er die Postenvergabe bis in die untersten Verwaltungsebenen hinein, um eine ausgewogene Postenverteilung zwischen den indischen und den eingewanderten Muslimen herzustellen. Er führte die Regierung, während der junge Sultan Muhammed III. (reg. 1463–1482) vom Wein abhängig war. Schließlich wurde er allerdings mithilfe eines gefälschten Briefes gestürzt. Vier Jahre nach Mahmud Gawans Hinrichtung flammten die Kämpfe zwischen den indischen und den eingewanderten Muslimen wieder auf, so dass die Gouverneure in den Provinzen nacheinander ihre Unabhängigkeit erklärten (1490).
Das Bahmani-Sultanat löste sich unter dem letzten Sultan Mahmud Schah IV. (reg. 1482–1518) auf, der nur noch ein Spielball in den Händen seiner Minister und des Königs von Vijayanagar war. Es entstanden fünf unabhängige Nachfolgesultanate, die sogenannten Dekkan-Sultanate, darunter Bijapur (1490) und Golkonda (1512), die schließlich 1686 und 1687 vom Großmogul Aurangzeb erobert wurden.

## Liste der Bahmani-Sultane

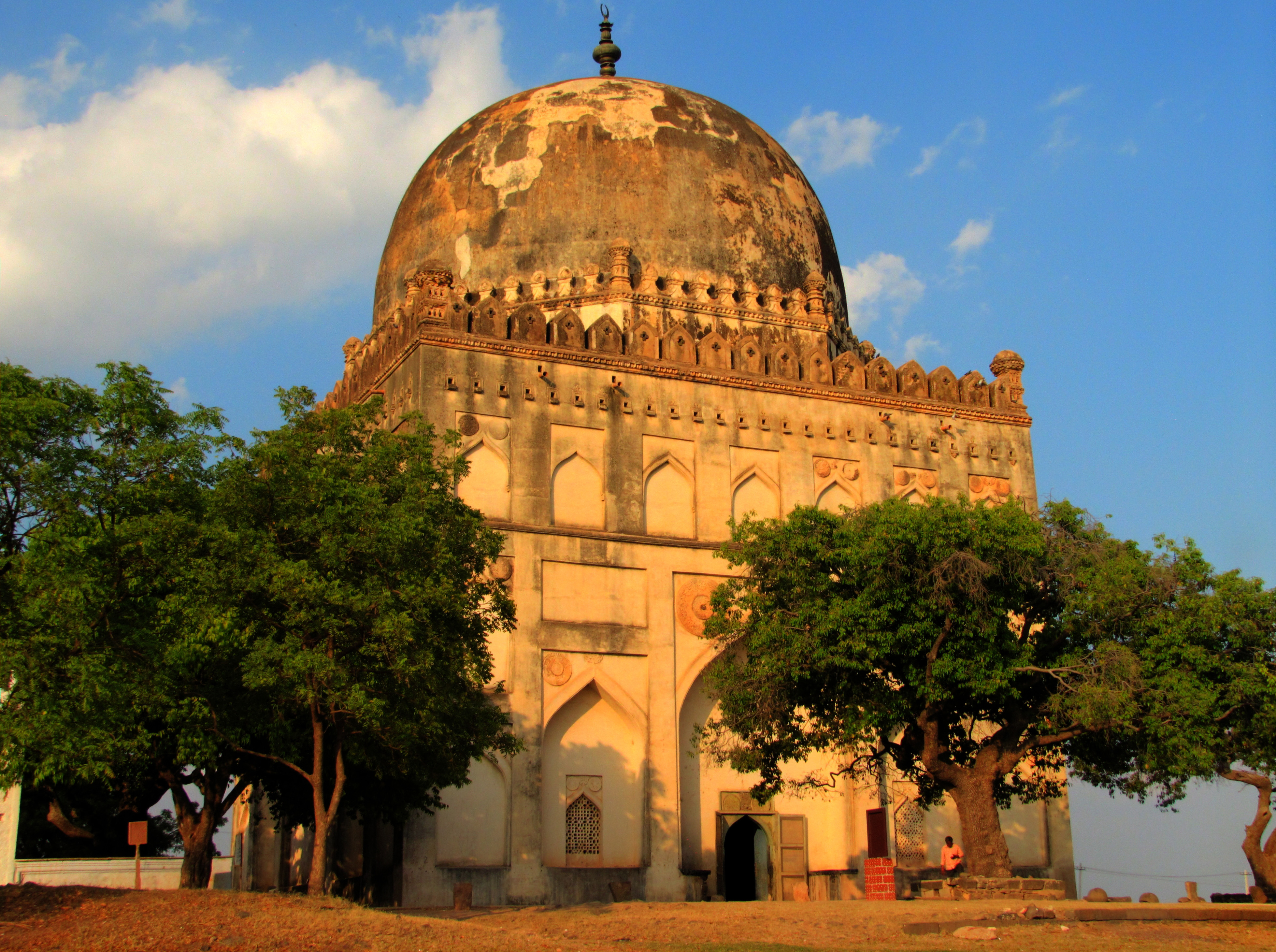
Mausoleum Ahmed Schah al Walis in Ashtur bei Bidar (um 1436)

- Aladdin Hassan Bahman Schah (1347–1358)
- Mohammed Schah I. (1358–1375)
- Aladdin Mujahid Schah (1375–1378)
- Da'ud Schah (1378)
- Mohammed Schah II. (1378–1397)
- Ghiyath ud-Din (1397)
- Shams ud-Din (1397)
- Taj ud-Din Firuz Schah (1397–1422)
- Ahmad Schah I. Wali (1422–1436)
- Aladdin Ahmad Schah II. (1436–1458)
- Aladdin Humayun Zalim Schah (1458–1461)
- Nizam Schah (1461–1463)
- Mohammed Schah III. Lashkari (1463–1482)
- Mohammed Schah IV. (Mahmud Schah) (1482–1518)
- Ahmad Schah III. (1518–1521)
- Aladdin (1521–1522)
- Wali-Allah Schah (1522–1525)
- Kalim-Allah Schah (1525–1527)